# Francesco Rosi
Francesco Rosi (Nápoles; 15 de noviembre de 1922-Roma; 10 de enero de 2015) fue un director de cine y guionista italiano.

## Biografía
Rosi estudió derecho, a pesar de estar interesado en estudiar cine. Entró a la industria cinematográfico como asistente de Luchino Visconti en La tierra tiembla en 1948. Realizó su debut como director en el filme Camicie rosse, un proyecto que tomó del director Goffredo Alessandrini, luego de que este abandonase la producción en 1952. Rosi logró fama como director gracias a su película de 1958  La sfida.
Durante los años 1960, Rosi dirigió filmes que se centraban en temas controvertidos. Uno de estos fue Salvatore Giuliano, sobre el bandolero siciliano del mismo nombre, por el que ganó el Oso de Plata a la mejor dirección en el Festival Internacional de Cine de Berlín en 1962. En 1967 dirigió un filme con producción de Carlo Ponti: C'era una volta, con Sofía Loren, Omar Sharif y Dolores del Río.
Entre 1972 y 1976, Rosi dirigió tres filmes que son considerados sus obras más importantes. El primero es Il caso Mattei, el cual ganó la Palma de Oro en el Festival de Cannes de 1972, seguido por Lucky Luciano en 1974 y Cadaveri eccellenti en 1976.
En 1984 rodó Carmen, versión fílmica de la ópera de Georges Bizet con Plácido Domingo, y en 1987 Cronaca di una morte annunciata, una adaptación de la novela Crónica de una muerte anunciada de Gabriel García Márquez, con un reparto internacional: Rupert Everett, Anthony Delon, Irene Papas, Lucía Bosè y Ornella Muti, entre otros.
La 58.ª edición del Festival Internacional de Cine de Berlín rindió homenaje a Rosi al exhibir trece de sus películas en la sección de Homage, reservada a cineasta con logros y calidad mundial. Recibió un Oso de Oro Honorífico el 14 de febrero de 2008.
Rosi murió el 10 de enero de 2015 a los 92 años debido a complicaciones de una bronquitis.

## Filmografía

### Como director
- La tregua (1997)
- Diario napoletano (1992)
- Dimenticare Palermo (1990)
- 12 directores para 12 ciudades (1989, documental)
- Crónica de una muerte anunciada (Cronaca di una morte annunciata (1987)
- Carmen (1984)
- Tre fratelli (1981)
- Cristo se paró en Éboli (Cristo si è fermato a Eboli) (1979)
- Excelentísimos cadáveres (1976)
- Lucky Luciano (1973)
- El caso Mattei (Il caso Mattei)  (1972)
- Uomini contro (1970)
- C'era una volta (1967)
- Il momento della verità (1965)
- Las manos sobre la ciudad (Le mani sulla città) (1963)
- Salvatore Giuliano (1962)
- I magliari (1959)
- La sfida (1958)
- Kean - Genio e sregolatezza (1956)
- Camicie rosse (1952)

### Como guionista
- Il bigamo (1956)
- Racconti romani (1955)
- Processo alla città (1952)
- Bellísima (1951)

## Premios y distinciones
Premios Óscar
| Año  | Categoría                          | Película      | Resultado |
| ---- | ---------------------------------- | ------------- | --------- |
| 1982 | Mejor película de habla no inglesa | Tres hermanos | Nominado  |

Festival Internacional de Cine de Cannes
| Año  | Categoría    | Película       | Resultado |
| ---- | ------------ | -------------- | --------- |
| 1972 | Palma de Oro | El caso Mattei | Ganador   |

Festival Internacional de Cine de Berlín
| Año  | Categoría    | Película           | Resultado |
| ---- | ------------ | ------------------ | --------- |
| 1962 | Oso de Plata | Salvatore Giuliano | Ganador   |

Festival Internacional de Cine de Venecia
| Año  | Categoría                          | Película                           | Resultado |
| ---- | ---------------------------------- | ---------------------------------- | --------- |
| 1958 | Premio especial del jurado         | El desafío                         | Ganador   |
| 1958 | Premio San Jorge                   | El desafío                         | Ganador   |
| 1963 | León de Oro                        | Las manos sobre la ciudad          | Ganador   |
| 1989 | Premio Pietro Bianchi              | Premio Pietro Bianchi              | Ganador   |
| 2012 | León dorado a toda una trayectoria | León dorado a toda una trayectoria | Ganador   |

Festival Internacional de Cine de San Sebastián
| Año  | Categoría        | Película       | Resultado |
| ---- | ---------------- | -------------- | --------- |
| 1960 | Mención especial | Los mercaderes | Ganador   |